# Cristina Morales (kickboxer)
Cristina Morales Martin (21 de julio de 1992) es una kickboxer española que actualmente en la categoría de peso átomo de ONE Championship. Es la actual campeona mundial de peso átomo de K-1 de ISKA, y la excampeona mundial de 52 kg de Enfusion.

## Carrera de Kickboxing y Muay Thai
Fu elegida la Peleadora del Año 2019 por Kickboxingz.com.
Morales enfrentó a Anissa Meksen el 3 de septiembre de 2021, en ONE Championship: Empower. Perdió la pelea por KO en el segundo asalto.
Morales estaba programada para enfrentar a Supergirl Jaroonsak el 5 de agosto de 2023, en ONE Fight Night 13. Sin embargo, Morales se retiuró de la pelea y fue reemplazada por Lara Fernández. La pelea fue reprogramada para el 7 de octubre de 2023, en ONE Fight Night 15. Sin embargo, por razones no reveladas, la pelea fue traslada al 4 de noviembre de 2023, en ONE Fight Night 16. Morales ganó la pelea por TKO en el primer asalto.
Morales enfrentó a Allycia Rodrigues por el Campeonato Mundial de Muay Thai de Peso Átomo Femenino de ONE el 8 de marzo de 2024, en ONE Fight Night 20. Perdió la pelea por decisión unánime.

## Campeonatos y logros
- Enfusion
  - Campeonato Mundial de 52 kg de Enfusion

- International Sport Kickboxing Association
  - Campeonato Mundial de Peso Átomo de K-1 de ISKA
    - Dos defensas titulares exitosas

- International Professional Combat Council
  - Campeonato Intercontinental de -52 kg de IPCC[13]

### Premios
- "Peleadora del Año 2019" por KickboxingZ.com
- "Mejor Atleta Femenina del 2019 por el Instituto de Deportes de Sevilla[14]